# Данило-Бирань
Данило-Бирань (хорв. Danilo Biranj) — населений пункт у Хорватії, у Шибеницько-Книнській жупанії у складі міста Шибеник.

## Населення
Населення за даними перепису 2011 року становило 442 осіб.
Динаміка чисельності населення поселення:

## Клімат
Середня річна температура становить 13,96 °C, середня максимальна – 28,54 °C, а середня мінімальна – 0,20 °C. Середня річна кількість опадів – 783 мм.
| Клімат поселення                              | Клімат поселення | Клімат поселення | Клімат поселення | Клімат поселення | Клімат поселення | Клімат поселення | Клімат поселення | Клімат поселення | Клімат поселення | Клімат поселення | Клімат поселення | Клімат поселення | Клімат поселення |
| Показник                                      | Січ.             | Лют.             | Бер.             | Квіт.            | Трав.            | Черв.            | Лип.             | Серп.            | Вер.             | Жовт.            | Лист.            | Груд.            |                  |
| Середній максимум, °C                         | 9,74             | 10,33            | 13,35            | 16,83            | 22,02            | 25,93            | 28,54            | 28,28            | 23,72            | 19,12            | 13,70            | 10,56            |                  |
| Середня температура, °C                       | 4,96             | 5,56             | 8,57             | 12,07            | 17,25            | 21,16            | 24,22            | 23,95            | 19,40            | 14,80            | 9,37             | 6,22             |                  |
| Середній мінімум, °C                          | 0,20             | 0,79             | 3,80             | 7,30             | 12,48            | 16,38            | 19,90            | 19,63            | 15,09            | 10,48            | 5,06             | 1,91             |                  |
| Норма опадів, мм                              | 68               | 60               | 66               | 70               | 55               | 54               | 30               | 45               | 73               | 83               | 97               | 82               |                  |
| Середньомісячна швидкість вітру, м/с          | 2.76             | 2.93             | 3.06             | 2.93             | 2.60             | 2.33             | 2.36             | 2.23             | 2.45             | 2.57             | 3.09             | 3.04             |                  |
| Середньомісячна сонячна радіація, кДж/м²·день | 5432             | 8169             | 11796            | 16421            | 20404            | 22875            | 24633            | 21481            | 16093            | 10372            | 5811             | 4607             |                  |
| --------------------------------------------- | ---------------- | ---------------- | ---------------- | ---------------- | ---------------- | ---------------- | ---------------- | ---------------- | ---------------- | ---------------- | ---------------- | ---------------- | ---------------- |
| Джерело:                                      |                  |                  |                  |                  |                  |                  |                  |                  |                  |                  |                  |                  |                  |